# Vreme (Nachrichtenmagazin)
Vreme („Die Zeit“) ist ein wöchentliches Nachrichtenmagazin, das seit dem 29. Oktober 1990 erscheint. Ursprünglich waren Belgrad und Rijeka (Jugoslawien) Erscheinungsorte, nach kurzer Zeit nur noch Belgrad; Vreme erscheint in Lateinschrift. Die Auflagenhöhe wurde in den 1990er Jahren mit 30.000 angegeben, davon wurden mehr als 25 % ins Ausland verkauft.
Erster Herausgeber war Zoran Jeličić, heute ist Vojislav Milošević Herausgeber und Dragoljub Žarković Chefredakteur. In den Jahren 1990 bis 2005 enthielt die Vreme regelmäßig Karikaturen von „Corax“ (Predrag Koraksić, * 1933). Weitere bekannte Mitarbeiter sind bzw. waren Dušan Reljić, Miloš Vasić und Stojan Cerović.
Seit dem 31. Mai 1994 erscheint die internationale Ausgabe Vreme International, die vom Verlag VREME International GmbH in Wien hauptsächlich in Westeuropa vertrieben und in Ljubljana gedruckt wird.
Die Vreme galt in der Milošević-Ära als wichtigstes unabhängiges Medium Serbiens und als zuverlässige Informationsquelle, die auch in westlichen Medien häufig zitiert wurde. Seit September 1991 wird unter anderem hierfür die Nachrichtenagentur Vreme NDA (für News Digest Agency) betrieben, die englischsprachige Übersetzungen von Vreme-Artikeln elektronisch verfügbar macht.